# Vlatko Čančar
Vlatko Čančar (Koper, 1997. április 10. –) Európa-bajnok szlovén válogatott kosárlabdázó, a Denver Nuggets játékosa a National Basketball Associationben (NBA). Egyike a tizenhárom szlovén játékosnak, aki szerepelt az észak-amerikai bajnokságban.
Pályafutását 2014-ben kezdte 17 évesen, a Union Olimpija játékosaként, amit követően Európában még játszott a KK Škofja Loka, a szerb KK Mega Basket, a spanyol CB Burgos csapataiban is. 2017-ben úgy döntött, hogy részt vesz az NBA-drafton, ahol a 49. helyen választották, de csak 2019-ben mutatkozott be a ligában, Spanyolországban maradt két évig.
A szlovén válogatott tagja, 2017-ben aranyérmet nyert a csapattal az Európa-bajnokságon. Szerepelt ezek mellett a 2020. évi olimpián is, ahol negyedik lett a csapat.

## Statisztika

### Európai ligák
| Év        | Csapat         | Liga     | JM  | JP/M | MG%  | 3P%  | BD%   | LP/M | GP/M | L/M | B/M | P/M  |
| --------- | -------------- | -------- | --- | ---- | ---- | ---- | ----- | ---- | ---- | --- | --- | ---- |
| 2014–2015 | LTH Castings   | 2. SKL   | 22  | 24,8 | .496 | .423 | .605  | 4,4  | 0,7  | 0,5 | 0,5 | 8,9  |
| 2015–2016 | Union Olimpija | ABA      | 9   | 6,7  | .273 | .250 | 1.000 | 0,7  | 0,0  | 0,2 | 0,3 | 1,1  |
| 2015–2016 | LTH Castings   | 1. SKL   | 15  | 30,8 | .492 | .393 | .833  | 5,4  | 2,4  | 0,8 | 0,4 | 12,1 |
| 2015–2016 | LTH Castings   | 1. SKL   | 8   | 33,0 | .477 | .463 | 1.000 | 5,6  | 1,8  | 1,8 | 0,6 | 15,9 |
| 2016–2017 | KK Mega Basket | ABA      | 21  | 18,6 | .467 | .407 | .857  | 2,9  | 1,6  | 1,0 | 0,3 | 8,2  |
| 2016–2017 | KK Mega Basket | KLS      | 8   | 18,4 | .500 | .273 | .545  | 3,8  | 0,3  | 0,8 | 0,5 | 5,1  |
| 2017–2018 | KK Mega Basket | ABA      | 22  | 26,7 | .433 | .365 | .844  | 5,2  | 1,7  | 0,8 | 0,7 | 12,3 |
| 2017–2018 | CB Burgos      | Liga ACB | 12  | 19,0 | .438 | .342 | 1.000 | 2,9  | 0,4  | 0,8 | 0,0 | 7,2  |
| 2018–2019 | CB Burgos      | Liga ACB | 34  | 22,4 | .458 | .327 | .831  | 3,7  | 1,1  | 0,8 | 0,2 | 10,0 |
| Karrier   | Karrier        | Karrier  | 151 | 22,3 | .448 | .360 | .835  | 3,8  | 1,1  | 0,8 | 0,4 | 9,0  |

### NBA

#### Alapszakasz
| Év         | Csapat         | JM  | KM | JP/M | MG%  | 3P%  | BD%   | LP/M | GP/M | L/M | B/M | P/M |
| ---------- | -------------- | --- | -- | ---- | ---- | ---- | ----- | ---- | ---- | --- | --- | --- |
| 2019–2020  | Denver Nuggets | 14  | 0  | 3,2  | .400 | .167 | 1.000 | 0,7  | 0,2  | 0,1 | 0,1 | 1,2 |
| 2020–2021  | Denver Nuggets | 41  | 1  | 6,9  | .458 | .273 | .769  | 1,2  | 0,3  | 0,3 | 0,0 | 2,1 |
| 2021–2022  | Denver Nuggets | 15  | 1  | 11,7 | .561 | .583 | .643  | 2,1  | 1,1  | 0,1 | 0,2 | 4,1 |
| 2022–2023† | Denver Nuggets | 60  | 9  | 14,8 | .476 | .374 | .927  | 2,1  | 1,3  | 0,4 | 0,2 | 5,0 |
| 2024–2025  | Denver Nuggets | 13  | 0  | 10,5 | .385 | .267 | —     | 2,5  | 0,7  | 0,2 | 0,2 | 1,8 |
| Karrier    | Karrier        | 143 | 11 | 10,7 | .472 | .354 | .847  | 1,8  | 0,9  | 0,3 | 0,2 | 3,4 |

#### Rájátszás
| Év      | Csapat         | JM | KM | JP/M | MG%   | 3P%   | BD%  | LP/M | GP/M | L/M | B/M | P/M |
| ------- | -------------- | -- | -- | ---- | ----- | ----- | ---- | ---- | ---- | --- | --- | --- |
| 2021    | Denver Nuggets | 5  | 0  | 4,2  | 1.000 | 1.000 | .800 | 0,6  | 0,2  | 0,2 | 0,2 | 2,2 |
| 2022    | Denver Nuggets | 2  | 0  | 4,5  | .667  | .500  | —    | 1,0  | 0,5  | 0,0 | 0,0 | 2,5 |
| 2023†   | Denver Nuggets | 5  | 0  | 2,0  | .000  | .000  | —    | 0,6  | 0,2  | 0,0 | 0,0 | 0,0 |
| Karrier | Karrier        | 12 | 0  | 3,3  | .455  | .286  | .800 | 0,7  | 0,3  | 0,1 | 0,1 | 1,3 |